# Болюсное контрастное усиление

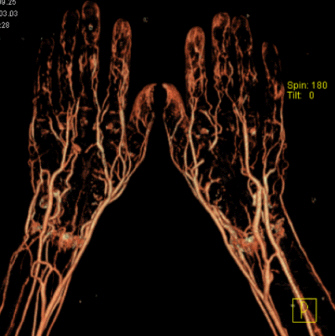
КТ-ангиография сосудов кистей

Болюсное контрастное усиление — один из наиболее распространённых методов контрастного усиления в компьютерной томографии, посредством внутривенного введения автоматическим инъектором контрастного препарата со скоростью от 2 до 7 мл в секунду. С этой целью применяют, как  правило, неионные йодсодержащие препараты из расчета 2 мл на 1 кг массы обследуемого. Данный метод позволяет оценивать структуру сосудов (КТ-ангиография), выявлять и оценивать поражение паренхиматозных органов и др.

## Цели болюсного контрастного усиления

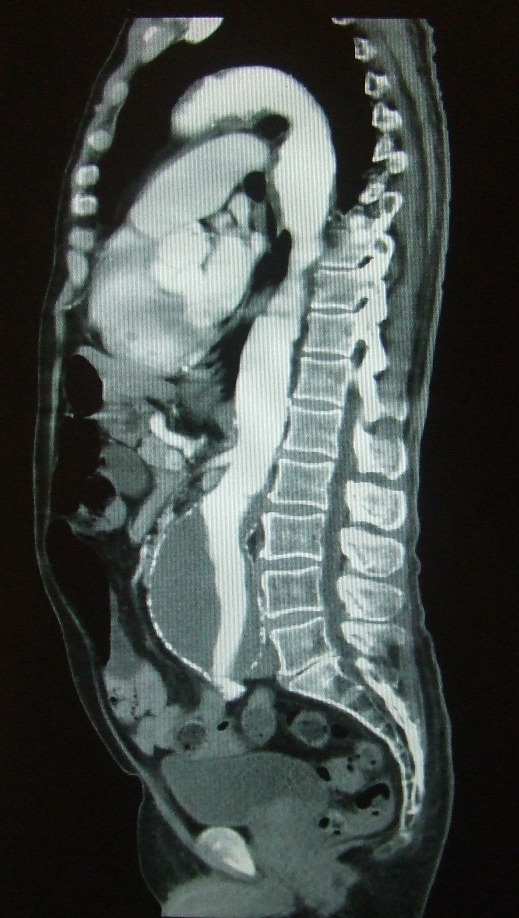
КТ-ангиография с сагиттальной реконструкцией: аневризма брюшного отдела аорты

Болюсное контрастное усиление осуществляется для оценки сосудов (КТ-ангиография), для улучшения дифференцировки сосудов от лимфатических узлов, обнаружения и характеристики поражения паренхиматозных органов, оценки чашечно-лоханочной системы почек и мочевых путей, выявления воспалительного или опухолевого интерстициального усиления, анализа перфузии тканей.

## Рентгеноконтрастные препараты для болюсного контрастирования
Для болюсного контрастного усиления используются рентгеноконтрастные препараты, содержащие йод, с чем связано наличие относительных и абсолютных противопоказаний к процедуре, необходимость предварительной подготовки пациентов из контингента с риском побочных реакций.
Применение неионных контрастных препаратов позволяет снизить частоту побочных реакций; ионные йодсодержащие контрастные препараты, несмотря на умеренно хорошую переносимость, не рекомендуются к использованию в компьютерной томографии в связи с повышенным риском осложнений, связанным с высокой скоростью введения при болюсном контрастировании.

## Технические особенности
Болюсное контрастное усиление представляет собой механически управляемую инъекцию контрастного препарата посредством мощного шприца-инъектора с установленной скоростью введения (в большинстве случаев неизменной в ходе исследования). Такой характер введения контрастного препарата позволяет получить оптимальные для различных целей фазы контрастирования.
Фазы контрастирования непосредственно связаны со анатомией и физиологией кругов кровообращения и кровоснабжением органов (см. Круги кровообращения человека). Время задержки после начала введения контрастного препарата перед началом КТ-сканирования выбирается с учётом органа, представляющего собой цель изучения. Большинство органов имеют артериальное кровоснабжение. Исключение представляют собой печень и лёгкие (печень кровоснабжается не только из системы воротной вены — 75-90 %, но и из печёночной артерии; лёгкие получают венозную и артериальную кровь из малого и большого кругов кровообращения, соответственно). Органы, имеющие преимущественно артериальную перфузию, наиболее хорошо накапливают контрастный препарат через 5-15 секунд после пика контрастного усиления аорты. Печень предпочтительно сканировать в портальную фазу, в которую отмечается контрастирование органа и из системы печёночной артерии, и из системы воротной (портальной) вены. Для улучшения качества диагностики сканирование в портальную фазу контрастирования лучше предварить сканированием в артериальную фазу.
| Отдел сердечно-сосудистой системы | Время (с) |
| --------------------------------- | --------- |
| Правое предсердие                 | 6-12      |
| Главная лёгочная артерия          | 9-15      |
| Левое предсердие                  | 13-20     |
| Аорта                             | 15-24     |
| Сонные артерии                    | 16-24     |
| Почечные артерии                  | 18-27     |
| Бедренные артерии                 | 22-33     |
| Яремные вены                      | 22-30     |
| Почечные вены                     | 22-30     |
| Супраренальная НПВ                | 24-32     |
| Инфраренальная НПВ                | 120-250   |
| Селезёночная вена                 | 30-45     |
| Мезентериальные вены              | 35-50     |
| Печёночные вены                   | 50-80     |
| Бедренные вены                    | 120-250   |

Время достижения контрастным препаратом отделов сердечно-сосудистой системы после инъекции в правую локтевую вену (по M. Prokop, A.J. van der Molen)

## Осложнения и побочные реакции
Наиболее распространённым осложнением при болюсном контрастном усилении является экстравазация контрастного препарата (поступление его в мягкие ткани за пределы сосудистого русла в месте введения). Чаще всего объём экстравазации не превышает 10 мл, большой экстравазат способен вызвать серьёзные повреждения кожи и подкожных тканей. Факторами риска развития экстравазации является неконтактность или ослабленность пациентов, множественные пункции одной и той же вены, инъекции на тыле кисти и стопы. Экстравазация сопровождается локальной болью и отёком. При экстравазации контрастного препарата назначается возвышенное положение конечности, холод. Необходимо проинформировать о факте экстравазации лечащего врача, наблюдение за пациентом в течение 2—4 часов. При объёме экстравазата ионного контрастного средства более 30 мл или неионного контрастного средства более 100 мл, появлении пузырей на коже, изменении перфузии тканей или чувствительности в кистях целесообразна консультация хирурга.
Побочные реакции связаны с содержанием в контрастном препарате йода, объёмом и концентрацией вводимого препарата, темпом инъекции и индивидуальными факторами, зависящими от пациента. Характер побочных реакций может быть анафилактоидным (обычно при полиаллергии, бронхиальной астме в анамнезе) или хемотоксическим (на фоне сердечно-сосудистой недостаточности, болезней печени и почек и др.). Различают ранние (до 60 минут после инъекции) и отсроченные (60 минут — 7 дней после инъекции) побочные реакции.
Лёгкие и умеренные ранние реакции — тошнота и рвота, крапивница, диффузная эритема и сосудистый отёк, бронхоспазм, вазовагальные реакции. К тяжёлым ранним реакциям относится отёк гортани, отёк лёгких, гипотензия, анафилактический шок, остановка дыхания и сердца. Большинство ранних реакций лёгкие и умеренные (3,1 % случаев), на долю тяжёлых ранних реакций приходится 0,4 %; критическое состояние и смерть наблюдается в 0,1 % случаев.
К отсроченным побочным реакциям относятся кожные (сыпь, зуд, отёк) и системные реакции (головная боль, головокружение, тошнота, понос, озноб и др.)